# 鹿角

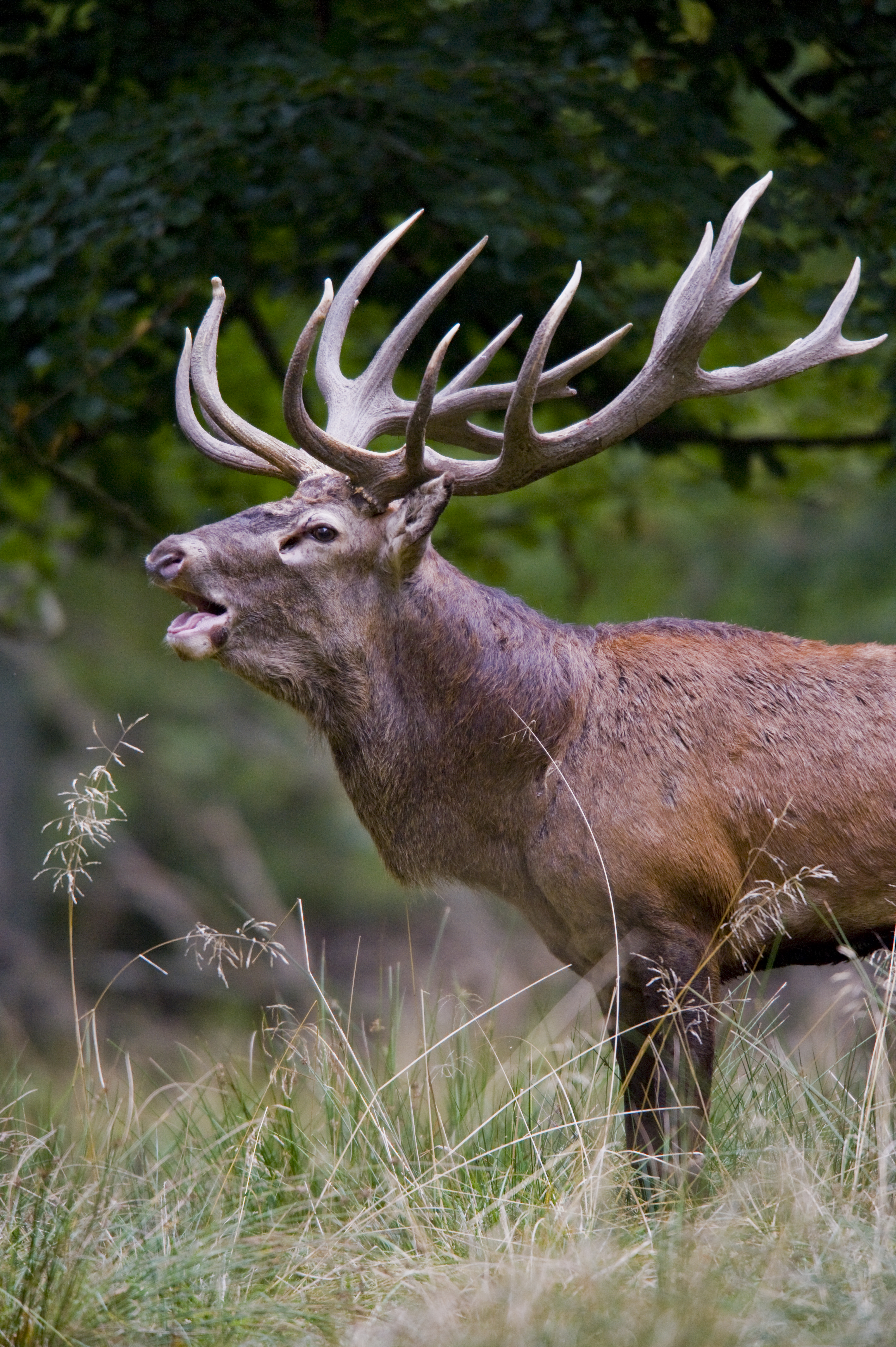
长有鹿角的欧洲马鹿

鹿角也叫骨角、骨质角，是指鹿头上所长的骨质结构，未发育完全的幼角称为鹿茸。
与牛、羊角等牛科动物特有的洞角不同，鹿角皆为实角，无角质鞘，每年周期性脱换一次。此外，鹿角有分叉，末端逐渐变细。因种类不同，鹿角的形状、大小各异。一般仅有雄鹿长有鹿角，但驯鹿无论雌雄皆有角。
作为商品，鹿角可分为掉角（或称为退角）与砍角两种。其中，掉角是指每年春季自然脱落的鹿角，而砍角则是指人猎取后砍下的鹿角。

## 药材
梅花鹿与马鹿的鹿角为中药材，还可制成鹿角胶（煮成动物胶）、鹿角霜（磨粉）等。鹿角霜为龙角散成分。